# Eiching (Buchbach)

Eiching 6, Stadel

Eiching ist ein Gemeindeteil der Gemeinde Buchbach im oberbayerischen Landkreis Mühldorf am Inn.

## Lage
Das Dorf Eiching liegt 5,5 Kilometer nordwestlich von Buchbach auf der Gemarkung Ranoldsberg.

## Geschichte
Im Jahre 1135 wird der Ort unter der Bezeichnung Euchingen erstmals erwähnt. Im 12. Jahrhundert war Eiching Sitz eines edelfreien Ministerialengeschlechts, dessen Männer zum Gefolge der Vögte von Mödling gehörten. Der denkmalgeschützte Hartingerhof (Eiching 11) ist der älteste bestehende Hof im Ort, er besteht seit 1339. Nicht sehr viel minder alte Höfe sind Zenz (seit 1532) und Seidl (seit 2. Hälfte des 14. Jahrhunderts). Südlich des Ortes befand sich bis mindestens in die 1960er-Jahre eine Kapelle.

## Denkmalgeschützte Gebäude
- Eiching 11;	Vierseithof, einheitliche Gesamtanlage im dezent ausgeführten neogotischen Stil um 1870; ehemaliges Wohnstallhaus, zweigeschossig, mit Pilastergliederung, umlaufendem Zierfries und Geschossbänderung;östlich Hütte, zweigeschossiger gemauerter Satteldachbau mit Lisenengliederung und Oculi; südlich Stadel, zweigeschossig und zweitennig, mit Pilastergliederung, neugotischen Maßwerkfenstern und Figurennische.
- Die beiden Stadel Eiching 5 und Eiching 6 sind Holzbauten aus Riegelbundwerk, die um 1800 errichtet wurden. Der Vierseithof Eiching 11 stammt einheitlich aus der Zeit um 1870. Sein ehemaliges, zweigeschossiges Wohnstallhaus ist durch eine Pilastergliederung, ein umlaufendes Zierfries und eine Geschossbänderung geschmückt. Die Hütte östlich davon ist ein, zweigeschossiger, gemauerter Satteldachbau mit Lisenengliederung und Ochsenaugen. Das zweigeschossige und zweitennige Stadl südlich davon ist mit einer Pilastergliederung, neugotischen Maßwerkfenstern und einer Figurennische geschmückt. Diese denkmalgeschützten Gebäude sind in der Liste der Baudenkmäler in Buchbach aufgeführt.[4]

## Bevölkerungsentwicklung
Um 1871 gab es in Eiching 51 Einwohner. Im Mai 1987 lebten dort 32 Einwohner in 13 Wohngebäuden, die in 15 Wohnungen aufgeteilt waren.
| Jahr      | 1871 | 1925 | 1950 | 1970 | 1987 |
| Einwohner | 51   | 57   | 68   | 46   | 32   |